# Kløvereng
Kløvereng is een lied gecomponeerd van Agathe Backer-Grøndahl. Kløvereng is daarmee een van de werken verschenen onder opus waarin slechts één lied is opgenomen. Een eigenaardigheid daarbij is dat het uitgegeven exemplaar vermeldde opus 62.1 als zijnde dat er nog meer liederen in het opus zouden worden opgenomen. Grøndahl sjoemelde echter vaker met uitgaven. Sommige uitgaven bevatten werken die al veel eerder op papier waren gezet. Kløvereng is een toonzetting van een tekst van Theodor Caspari en werd in 1904 uitgegeven door Brødrene Hals Muziekuitgeverij (nr. 1098).
Kløvereng is opgedragen aan de Finse zangeres Adée Leander. Zij zong het lied tijdens een concert op 24 maart 1903, nu eens niet begeleid door de componiste, maar door Gunhild Svang. Kløvereng moet uitgevoerd worden in de karakteristiek Sostenuto e con grazia (gedragen met gratie) en is geschreven in D majeur in 2/4-maatsoort. 